# Real Club Deportivo Español (baloncesto)
El Real Club Deportivo Español fue la sección de baloncesto del RCD Español. Fundada en 1923, disputó cinco temporadas de la liga ACB, entre 1984 y 1989. Tras esa última temporada, se fusionó con el Granollers Esportiu Bàsquet.

## Historia
La sección de baloncesto del R. C. D. Español fue fundada en 1923 y extinguida en 1989. En 1923, por tanto, el club se convirtió en uno de los primeros clubes deportivos de Cataluña con equipo de baloncesto.
En 1923 se participó en el primer Torneo Regional y se debe destacar que el primer tanto anotado en dicho campeonato lo logró el jugador blanquiazul Bagués al anotar un tiro libre. Desde 1924 a 1927 el club no participó en ningún torneo oficial, hasta que en la temporada 1927-28 lo hizo en el Campeonato de Segunda Categoría, proclamándose campeón de esta y ascendiendo a primera división.
En la temporada 1928-29 quedó en quinto puesto de la clasificación y en la 1929-30 tercero, jugándose esta temporada la Copa Exposición y conseguir un segundo puesto. En las temporadas 1930-31 y 1931-32 la sección se proclamó Campeón de Cataluña. Las temporadas 1932-33 y 1933-34 se ganó el Subcampeonato de Cataluña y en octubre de 1939 se proclamó campeón del Trofeo Pedro Conde.
En la temporada 1940-41 se participó en los Campeonatos Nacionales que se disputaron en Madrid, proclamándose Campeón de España al derrotar en la final a otro club catalán, el CB L'Hospitalet.
En la campaña 1941-42, el equipo quedó en séptimo lugar porque muchos de sus mejores jugadores pasaron a otros clubs. Este hecho hizo que durante las siguientes temporadas las actuaciones de los blanquiazules no fueran todo lo buenas que de ellos cabía esperar y acabó descendiendo a la Segunda Categoría. Permaneció en la Segunda Categoría desde el 1946 hasta el 1950, cuando se ganaron 25 de los 26 partidos jugados y se logró el ascenso a la Primera Categoría.
En el palmarés del R. C. D. Español de baloncesto figuran pues, dos Campeonatos de Cataluña en 1930-31 y 1931-32 y un Campeonato de España en 1940-41.
Los mejores años de la sección de baloncesto fueron los años 1980. Militó cinco temporadas en la Liga ACB, y contó con jugadores como Mike Phillips, Ferran Martínez, Albert Illa, Jordi Freixanet, Toni Tramullas, Manel Bosch, Óscar Cervantes, Pepe Collins o Santi Abad. En esa época el equipo disputaba sus partidos en el Palacio de los Deportes de Barcelona de Barcelona. El equipo llegó a disputar la Copa Korac pero descendió en la temporada 1988-1989, lo que acabó precipitando su desaparición.
El equipo compitió once temporadas en la máxima categoría del baloncesto español: 6 veces en la primera división de la Liga Española y cinco veces en la Liga ACB.

### Trayectoria
| Temporada | Liga                  | División              | Pos.                  | Postemporada          | LR                    | PO                    | Copa del Rey          | Otros trofeos         | Otros trofeos         |
| --------- | --------------------- | --------------------- | --------------------- | --------------------- | --------------------- | --------------------- | --------------------- | --------------------- | --------------------- |
| 1929–58   | Copa del Rey          | Copa del Rey          | 1 vez campeón (40–41) | 1 vez campeón (40–41) | 1 vez campeón (40–41) | 1 vez campeón (40–41) | 1 vez campeón (40–41) | 1 vez campeón (40–41) | 1 vez campeón (40–41) |
| 1957–58   | 1                     | 1ª División           | 7                     | –                     | 7–11                  | –                     | –                     | –                     | –                     |
| 1958–59   | 1                     | 1ª División           | 7                     | –                     | 9–13                  | 1–1                   | –                     | –                     | –                     |
| 1959–60   | 1                     | 1ª División           | 9                     | Playoffs de descenso  | 7–1–14                | 5–1                   | 1ª ronda              | –                     | –                     |
| 1960–61   | 1                     | 1ª División           | 10                    | –                     | 6–16                  | –                     | Semifinalista         | –                     | –                     |
| 1961–62   | 1                     | 1ª División           | 5                     | –                     | 10–8                  | –                     | Cuartofinalista       | –                     | –                     |
| 1962–82   | Divisiones inferiores | Divisiones inferiores | Divisiones inferiores | Divisiones inferiores | Divisiones inferiores | Divisiones inferiores | Divisiones inferiores | Divisiones inferiores | Divisiones inferiores |
| 1967–68   | 2                     | 2ª División           | 2                     | Promoción             | 12–6                  | 1–2                   | –                     | –                     | –                     |
| 1968–69   | 2                     | 2ª División           | 1                     | AscensoCampeón        | 16–2                  | 8–1–1                 | –                     | –                     | –                     |
| 1969–70   | 1                     | 1ª División           | 12                    | Descenso              | 3–1–18                | –                     | –                     | –                     | –                     |
| 1970–71   | 2                     | 2ª División           | 3                     | Promoción             | 14–8                  | 1–1–2                 | –                     | –                     | –                     |
| 1971–72   | 2                     | 2ª División           | 6                     | –                     | 9–13                  | –                     | –                     | –                     | –                     |
| 1972–73   | 2                     | 2ª División           | 9                     | –                     | 13–15                 | –                     | –                     | –                     | –                     |
| 1973–74   | 2                     | 2ª División           |                       | –                     |                       |                       | –                     | –                     | –                     |
| 1974–75   | 2                     | 2ª División           | 10                    | –                     | 7–1–14                | –                     | –                     | –                     | –                     |
| 1975–76   | 3                     | 3ª División           | 1                     | Promoción             | 22–2                  | 2–2                   | –                     | –                     | –                     |
| 1976–77   | 3                     | 3ª División           | 5                     | –                     | 16–1–9                | –                     | –                     | –                     | –                     |
| 1977–78   | 3                     | 3ª División           | 1                     | Promoción             | 21–5                  | 2–2                   | –                     | –                     | –                     |
| 1978–79   | 3                     | 2ª División           | 8                     | –                     | 15–15                 | –                     | –                     | –                     | –                     |
| 1979–80   | 3                     | 2ª División           |                       | –                     |                       |                       | –                     | –                     | –                     |
| 1980–81   | 3                     | 2ª División           | 2                     | –                     | 18–8                  | –                     | –                     | –                     | –                     |
| 1981–82   | 3                     | 2ª División           |                       | Ascenso               |                       |                       | –                     | –                     | –                     |
| 1982–83   | 2                     | 1ª División B         | 6                     | –                     | 13–1–11               | –                     | –                     | –                     | –                     |
| 1983–84   | 2                     | 1ª División B         | 1                     | Ascenso               | 21–5                  | –                     | –                     | –                     | –                     |
| 1984–85   | 1                     | Liga ACB              | 12                    | Octavos de final      | 12–16                 | 0–2                   | –                     | –                     | –                     |
| 1985–86   | 1                     | Liga ACB              | 12                    | Octavos de final      | 14–14                 | 2–3                   | –                     | Copa Príncipe         | CF                    |
| 1986–87   | 1                     | Liga ACB              | 14                    | Playoffs de descenso  | 12–16                 | 3–1                   | Octavos de final      | Copa Príncipe         | R16                   |
| 1987–88   | 1                     | Liga ACB              | 16                    | –                     | 7–21                  | 1–3                   | Octavos de final      | Copa Príncipe         | R16                   |
| 1988–89   | 1                     | Liga ACB              | 8                     | Cuartofinalista       | 22–14                 | 0–2                   | 1ª ronda              | –                     | –                     |

### Palmarés
- Copas: (1)
  - 1941
- Campeonatos de 2ª División: (2)
  - 2ª Divsión: (1) 1968–69
  - 1ª Divsión B: (1) 1981–82
- Campeonato de Cataluña de Baloncesto: (2)
  - 1931, 1932

## Equipo femenino
El R. C. D. Español también tuvo un equipo femenino de baloncesto que se proclamó campeón de la Copa de España en la temporada 1942-1943. Desde el año 2007 y durante tres temporadas, el R. C. D. Espanyol (nombre utilizado por el R. C. D. Español a partir de 1995) patrocinó al CB Olesa femenino, de la Liga Femenina 1. El Olesa ascendió a la LF1 después del descenso administrativo del CBF Universitari de Barcelona, más conocido como UB Barça, después de que el FC Barcelona le retirara el patrocinio. El Olesa no podía afrontar los gastos de la LF1 y el R. C. D. Espanyol se ofreció a patrocinar al club catalán, pasando a llamarse Olesa-Espanyol.